# Eiwitaggregatie

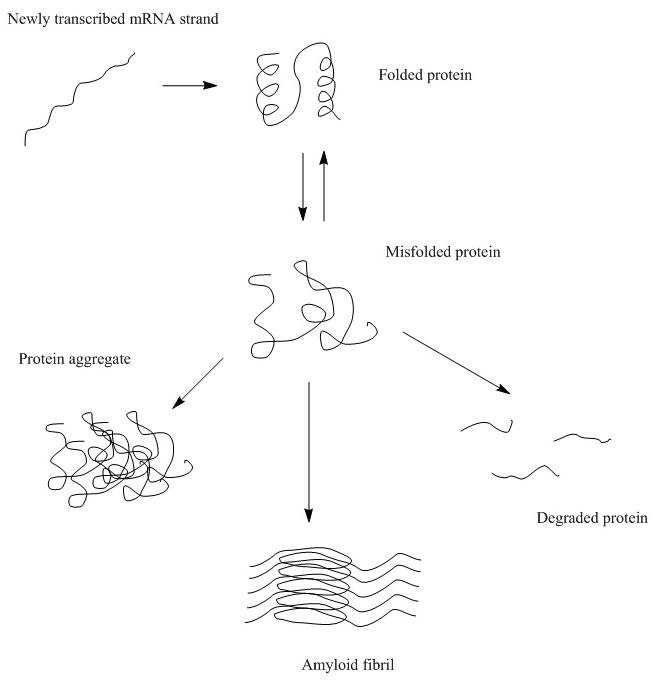
Verkeerd gevouwen eiwitten kunnen aggregeren, amyloïde fibrillen vormen, afgebroken worden of teruggevouwen worden naar hun natieve structuur.

Eiwitaggregatie is het biologische fenomeen waarbij verkeerd gevouwen eiwitten samenklonteren en schadelijke effecten teweegbrengen. Het ontstaan van eiwitaggregaten hangt samen met verschillende (hersen)ziekten, waaronder ALS, de ziekte van Alzheimer, ziekte van Parkinson en prionziekten.
Nadat eiwitten in een cel aangemaakt zijn, vouwen ze zich in een specifieke driedimensionale structuur: hun natieve conformatie. Dit vouwingsproces wordt aangedreven door verschillende niet-covalente interacties: de aminozuren in het polypeptide trekken elkaar aan of stoten elkaar af. Ook de cellulaire omgeving heeft invloed: zo hebben zullen hydrofiele aminozuren meer aan de buitenkant van de conformatie voorkomen, en hydrofobe aminozuren meer aan de binnenkant. Alle interacties zorgen ervoor dat het eiwit een specifieke secundaire en een tertiaire structuur gaat aannemen.
Wanneer er veranderingen optreden in de aminozuursequentie door een genetische mutatie, kan het voorkomen dat het eiwit verkeerd vouwt. Wanneer dergelijke verkeerd gevouwen eiwitten niet worden hersteld of afgebroken, kunnen ze gaan aggregeren; de hydrofobe delen van het eiwit (die normaal niet aan de buitenkant van het eiwit voorkomen) gaan interacties aan met de hydrofobe delen van andere eiwitten. De eiwitaggregaten kunnen het functioneren van de cel negatief beïnvloeden en uiteindelijk de gezondheid van het getroffen individu schaden.